# Tim Wallburger
Tim Wallburger (* 18. August 1989 in Dresden) ist ein ehemaliger deutscher Schwimmer. Bis 2004 startete er für den Dresdner SC 1898. Danach wechselte er nach Berlin zur SG Neukölln in die Trainingsgruppe von Norbert Warnatzsch, in der auch Britta Steffen und Benjamin Starke trainierten. Ab Oktober 2012 wurde Tim Wallburger durch Lasse Frank trainiert.

## Sportlicher Werdegang
Tim Wallburger begann 1997 mit dem Sportschwimmen und nahm 2000 zum ersten Mal an Süddeutschen Meisterschaften teil. Bereits bei seinem ersten Start bei den Deutschen Jahrgangsmeisterschaften 2003 gewann er über 1500 Meter Freistil die Bronzemedaille. In den Folgejahren erzielte er regelmäßig Podestplatzierungen über die langen Freistil- und Schmetterlings- sowie beiden Lagenstrecken bei Süddeutschen und Deutschen Jahrgangsmeisterschaften. 2007 gelang dann der Durchbruch in die nationale Spitze der offenen Klasse mit einem dritten Platz über 400 Meter Lagen bei den Deutschen Meisterschaften. International trat Wallburger 2009 mit der Teilnahme am Weltcup in Berlin und an den Jugendeuropameisterschaften in Antwerpen erstmals in Erscheinung. Seine erste internationale Medaille gewann Wallburger mit der 4-mal-200-Meter-Freistilstaffel bei den Schwimmeuropameisterschaften 2010 in Budapest. An der Seite von Paul Biedermann, Clemens Rapp und Robin Backhaus wurde er hinter den siegreichen Russen Vizeeuropameister. Im Einzel über 200 Meter Freistil verpasste er als Neunter um eine Zehntelsekunde ganz knapp das Finale. Seine erste internationale Einzelmedaille holte er sich bei den Kurzbahneuropameisterschaften 2010 in Eindhoven (Silber über 200 Meter Schmetterling). 2011 sicherte er sich seinen ersten Deutschen Meistertitel auf der langen 50-Meter-Bahn über 200 Meter Schmetterling und qualifizierte sich als Deutscher Vizemeister für die 4-mal-200-Meter-Freistilstaffel bei den Schwimmweltmeisterschaften 2011 in Shanghai, wo er zusammen mit Paul Biedermann, Benjamin Starke und Christoph Fildebrandt hinter den USA, Frankreich und China WM-Vierter wurde. Zuvor verfehlte Tim Wallburger bei seinem WM-Einzelstart über 200 Meter Freistil um eine hundertstel Sekunde den Einzug ins Halbfinale. Bei den europäischen Titelkämpfen 2012 Debrecen wurde Tim Wallburger an der Seite von Paul Biedermann, Dimitri Colupaev und Clemens Rapp mit der 4-mal-200-Meter-Freistilstaffel Europameister. Eine EM-Einzelmedaille über 200 m Freistil verfehlte er um drei hundertstel Sekunden. 29 Hundertstel fehlten am Ende zur Bronzemedaille bei seinen ersten Olympischen Spielen. In London trat die 4-mal-200-Meter-Freistilstaffel in der erfolgreichen EM-Besetzung an. Tim Wallburger war seit 2009 B-Bundeskader des deutschen Schwimmverbandes (DSV).
Im Januar 2015 erklärte er seinen Rücktritt vom Leistungssport.

## Erfolge
Olympische Spiele 2012
4. Platz über 4 × 200 m Freistil
Weltmeisterschaften 2011
4. Platz über 4 × 200 m Freistil
Europameisterschaften 2012
Gold über 4 × 200 m Freistil
4. Platz über 400 m Freistil
Europameisterschaften 2010
Silber über 4 × 200 m Freistil
9. Platz über 200 m Freistil
Kurzbahn-Europameisterschaften 2013
4. Platz über 400 m Lagen
Kurzbahn-Europameisterschaften 2010
Silber über 200 m Schmetterling
Jugend-Europameisterschaften 2007
5. Platz über 200 m Schmetterling
Deutscher Meister
über 200 m Schmetterling (2011, 2012)
Deutscher Kurzbahnmeister
über 400 m Lagen (2013)
über 200 m Schmetterling (2013)
Deutsche Meisterschaften (Lang- und Kurzbahn) 2007 bis 2013
Silber und Bronzemedaillen über 200 m Freistil, 200 m Lagen, 400 m Lagen, 200 m Schmetterling

## Auszeichnungen
- 2006: „Berliner Pilsner Nachwuchs-Förderpreis 2006“ durch den Olympiastützpunkt OSP Berlin
- 2004: „Schwimmer des Jahres 2004“ durch den Sächsischen Schwimm-Verband